# 吳恕
吴恕（1476年—？年），字廷勉，福建兴化府莆田縣人，鹽籍。

## 生平
治《書經》，由國子生中式弘治十七年（1504年）甲子科福建鄉試第三十三名舉人，年三十三歲中式正德三年（1508年）戊辰科會試第一百一十六名，第二甲第十二名進士。授户部主事，四年三月考察，以才力不及降一级调外任，官至南京兵部員外郎。

## 家族
曾祖吴任，知县。祖吴雍。父吴玭。母蒋氏，继母蒋氏。具庆下。